# Sign of the Hammer
A Sign of the Hammer az amerikai Manowar együttes negyedik nagylemeze, mely 1984-ben jelent meg. A lemez ritmusilag nagyon változatosra sikerült. Ezt példázzák az olyan lassabb, epikus, hosszú dalok, mint a Mountains vagy a Guyana (Cult of the Damned) vagy ezek ellenpéldájaként, az olyan gyors dalok, mint a Sign of the Hammer vagy a The Oath. Minden dalt Joey DeMaio szerzett, bár a The Oathba Ross the Boss is besegített.
A Guyana (Cult of the Damned) dal a Népek Temploma nevezetű vallásos szervezet hatására elkövetett 1978-as tömeges öngyilkosságokról szól. A Thor (The Powerhead) a skandináv istenről Thorról szól. Ezt a dalt a Therion is feldolgozta. 
Kislemezként a lemeznyitó All Men Play on Tent adták ki. A lemezt már egy új kiadó gondozta a Ten Records, melynek munkájával a zenekar tagjai elégedetlenek voltak, így ez az egyetlen Manowar album, amelyik náluk jelent meg.

## Számlista
1. "All Men Play on Ten" (Joey DeMaio) – 4:01
2. "Animals" (DeMaio) – 3:34
3. "Thor (The Powerhead)" (DeMaio) – 5:23
4. "Mountains" (DeMaio) – 7:39
5. "Sign of the Hammer" (DeMaio) – 4:18
6. "The Oath" (Ross the Boss, DeMaio) – 4:54
7. "Thunderpick" (DeMaio) – 3:31
8. "Guyana (Cult of the Damned)" (DeMaio) – 7:10

## Zenészek
- Eric Adams - ének
- Ross the Boss - elektromos gitár
- Joey DeMaio - basszusgitár
- Scott Columbus - dob